# Crema Volley 2010-2011
Questa voce raccoglie le informazioni riguardanti il Crema Volley nelle competizioni ufficiali della stagione 2010-2011.

## Organigramma societario
Area direttiva
- Presidente: Claudio Cogorno

Area tecnica
- Allenatore: Leonardo Barbieri
- Allenatore in seconda: Camillo Dosi
- Scout man: Davide Tomasini

Area sanitaria
- Medico: Pietro Agricola
- Preparatore atletico: Fiorenzo Zani
- Fisioterapista: Eugenio Mazzei

## Rosa
| N° | Nome                | Ruolo | Data di nascita  | Nazionalità sportiva |
| -- | ------------------- | ----- | ---------------- | -------------------- |
| 1  | Nicoletta Luciani   | C     | 22 novembre 1979 | Italia               |
| 4  | Elena Drozina       | P     | 15 giugno 1978   | Italia               |
| 5  | Elisa Togut         | O     | 14 maggio 1978   | Italia               |
| 7  | Anita Filipovics    | C     | 9 aprile 1988    | Ungheria             |
| 8  | Michela Molinengo   | L     | 4 luglio 1978    | Italia               |
| 9  | Claudia Cagninelli  | S     | 19 luglio 1990   | Italia               |
| 10 | Valentina Pisani    | C     | 10 ottobre 1981  | Italia               |
| 11 | Diana Marc          | S     | 17 agosto 1979   | Italia               |
| 12 | Sara De Vecchi      | S     | 16 maggio 1979   | Italia               |
| 13 | Valentina Sghedoni  | P     | 14 febbraio 1989 | Italia               |
| 15 | Alessandra Teixeira | S     | 13 dicembre 1981 | Italia               |

## Risultati

### Serie A2

#### Girone di andata
| 1ª giornata - 17 ottobre 2010 PalaBertoni, Crema              | Crema               | 3 - 2 | San Vito    | 25-17, 22-25, 25-23, 25-27, 17-15 |
| 2ª giornata - 24 ottobre 2010 PalaRomiti, Forlì               | Forlì               | 3 - 2 | Crema       | 27-25, 25-22, 18-25, 16-25, 15-25 |
| 3ª giornata - 31 ottobre 2010 PalaBertoni, Crema              | Crema               | 3 - 1 | Loreto      | 25-20, 25-18, 14-25, 25-21        |
| 4ª giornata - 7 novembre 2010 PalaBerlinguer, Bellizzi        | Pontecagnano Faiano | 2 - 3 | Crema       | 25-20, 12-25, 25-19, 15-25, 12-15 |
| 5ª giornata - 14 novembre 2010 PalaLavinium, Pomezia          | RDM Pomezia         | 3 - 1 | Crema       | 19-25, 25-21, 27-25, 25-20        |
| 6ª giornata - 21 novembre 2010 PalaBertoni, Crema             | Crema               | 3 - 0 | Soverato    | 25-20, 25-22, 25-18               |
| 7ª giornata - 28 novembre 2010 PalaMaddalene, Chieri          | Chieri              | 3 - 0 | Crema       | 25-14, 25-18, 25-19               |
| 8ª giornata - 5 dicembre 2010 PalaBertoni, Crema              | Crema               | 0 - 3 | Parma       | 19-25, 14-25, 22-25               |
| 9ª giornata - 12 dicembre 2010 PalaBusnago, Busnago           | Busnago             | 2 - 3 | Crema       | 25-22, 25-19, 11-25, 27-29, 13-15 |
| 10ª giornata - 19 dicembre 2010 PalaBertoni, Crema            | Crema               | 1 - 3 | Santa Croce | 22-25, 25-16, 23-25, 24-26        |
| 11ª giornata - 26 dicembre 2010 PalaBertoni, Crema            | Crema               | 3 - 1 | Verona      | 25-21, 25-12, 23-25, 25-17        |
| 12ª giornata - 9 gennaio 2011 Palazzetto dello Sport, Giaveno | Cuatto Giaveno      | 0 - 3 | Crema       | 12-25, 24-26, 23-25               |
| 13ª giornata - 16 gennaio 2011 PalaBertoni, Crema             | Crema               | 3 - 2 | Time Matera | 23-25, 25-21, 25-19, 20-25, 15-11 |

#### Girone di ritorno
| 14ª giornata - 23 gennaio 2011 PalaMacchitella, San Vito dei Normanni | San Vito    | 3 - 1 | Crema               | 22-25, 25-23, 25-19, 27-25        |
| 15ª giornata - 30 gennaio 2011 PalaBertoni, Crema                     | Crema       | 3 - 1 | Forlì               | 25-17, 21-25, 25-17, 25-14        |
| 16ª giornata - 5 febbraio 2011 PalaSerenelli, Loreto                  | Loreto      | 2 - 3 | Crema               | 25-19, 16-25, 16-25, 25-16, 13-15 |
| 17ª giornata - 13 febbraio 2011 PalaBertoni, Crema                    | Crema       | 0 - 3 | Pontecagnano Faiano | 23-25, 27-29, 18-25               |
| 18ª giornata - 20 febbraio 2011 PalaBertoni, Crema                    | Crema       | 1 - 3 | RDM Pomezia         | 25-21, 21-25, 21-25, 21-25        |
| 19ª giornata - 27 febbraio 2011 PalaScoppa, Soverato                  | Soverato    | 3 - 1 | Crema               | 25-19, 25-21, 8-25, 25-23         |
| 20ª giornata - 6 marzo 2011 PalaBertoni, Crema                        | Crema       | 1 - 3 | Chieri              | 20-25, 25-20, 22-25, 24-26        |
| 21ª giornata - 20 marzo 2011 PalaRaschi, Parma                        | Parma       | 3 - 1 | Crema               | 25-11, 20-25, 25-16, 25-19        |
| 22ª giornata - 27 marzo 2011 PalaBertoni, Crema                       | Crema       | 3 - 1 | Busnago             | 25-23, 18-25, 26-24, 25-18        |
| 23ª giornata - 2 aprile 2011 PalaParenti, Santa Croce sull'Arno       | Santa Croce | 1 - 3 | Crema               | 19-25, 25-15, 17-25, 22-25        |
| 24ª giornata - 10 aprile 2011 PalaOlimpia, Verona                     | Verona      | 0 - 3 | Crema               | 15-25, 21-25, 21-25               |
| 25ª giornata - 16 aprile 2011 PalaBertoni, Crema                      | Crema       | 3 - 0 | Cuatto Giaveno      | 25-17, 25-20, 25-23               |
| 26ª giornata - 23 aprile 2011 PalaSassi, Matera                       | Time Matera | 3 - 0 | Crema               | 25-22, 25-18, 27-25               |

### Coppa Italia di Serie A2

#### Fase a eliminazione diretta
| Quarti di finale (andata) - 26 gennaio 2011 PalaBertoni, Crema     | Crema  | 0 - 3 | Loreto | 16-25, 21-25, 23-25        |
| Quarti di finale (ritorno) - 2 febbraio 2011 PalaSerenelli, Loreto | Loreto | 1 - 3 | Crema  | 21-25, 18-25, 25-19, 23-25 |

## Statistiche

### Statistiche di squadra
| Competizione             | Punti | In casa | In casa | In casa | In trasferta | In trasferta | In trasferta | Totale | Totale | Totale |
| Competizione             | Punti | G       | V       | P       | G            | V            | P            | G      | V      | P      |
| ------------------------ | ----- | ------- | ------- | ------- | ------------ | ------------ | ------------ | ------ | ------ | ------ |
| Serie A2                 | 38    | 13      | 8       | 5       | 13           | 6            | 7            | 26     | 14     | 12     |
| Coppa Italia di Serie A2 | -     | 1       | 0       | 1       | 1            | 1            | 0            | 2      | 1      | 1      |
| Totale                   | -     | 14      | 8       | 6       | 14           | 7            | 7            | 28     | 15     | 13     |

G = partite giocate; V = partite vinte; P = partite perse

### Statistiche dei giocatori
| Giocatore     | Serie A2 | Serie A2 | Serie A2 | Serie A2 | Serie A2 | Coppa Italia di Serie A2 | Coppa Italia di Serie A2 | Coppa Italia di Serie A2 | Coppa Italia di Serie A2 | Coppa Italia di Serie A2 | Totale | Totale | Totale | Totale | Totale |
| Giocatore     | P        | PT       | AV       | MV       | BV       | P                        | PT                       | AV                       | MV                       | BV                       | P      | PT     | AV     | MV     | BV     |
| ------------- | -------- | -------- | -------- | -------- | -------- | ------------------------ | ------------------------ | ------------------------ | ------------------------ | ------------------------ | ------ | ------ | ------ | ------ | ------ |
| C. Cagninelli | 21       | 80       | ?        | ?        | ?        | 0                        | 0                        | 0                        | 0                        | 0                        | 21     | 80     | ?      | ?      | ?      |
| S. De Vecchi  | 9        | 4        | ?        | ?        | ?        | 1                        | 1                        | 1                        | 0                        | 0                        | 10     | 5      | ?      | ?      | ?      |
| E. Drozina    | 26       | 84       | ?        | ?        | ?        | 2                        | 5                        | 2                        | 1                        | 2                        | 28     | 89     | ?      | ?      | ?      |
| A. Filipovics | 25       | 241      | ?        | ?        | ?        | 2                        | 23                       | 14                       | 8                        | 1                        | 27     | 264    | ?      | ?      | ?      |
| N. Luciani    | 26       | 344      | ?        | ?        | ?        | 2                        | 25                       | 17                       | 8                        | 0                        | 28     | 369    | ?      | ?      | ?      |
| D. Marc       | 26       | 277      | ?        | ?        | ?        | 2                        | 17                       | 15                       | 2                        | 0                        | 28     | 294    | ?      | ?      | ?      |
| M. Molinengo  | 24       | 0        | 0        | 0        | 0        | 2                        | 0                        | 0                        | 0                        | 0                        | 26     | 0      | 0      | 0      | 0      |
| V. Pisani     | 13       | 15       | ?        | ?        | ?        | 0                        | 0                        | 0                        | 0                        | 0                        | 13     | 15     | ?      | ?      | ?      |
| V. Sghedoni   | 19       | 1        | ?        | ?        | ?        | 2                        | 0                        | 0                        | 0                        | 0                        | 20     | 1      | ?      | ?      | ?      |
| A. Teixeira   | 26       | 306      | ?        | ?        | ?        | 2                        | 16                       | 13                       | 1                        | 2                        | 28     | 322    | ?      | ?      | ?      |
| E. Togut      | 21       | 316      | ?        | ?        | ?        | 2                        | 37                       | 37                       | 0                        | 0                        | 23     | 353    | ?      | ?      | ?      |

P = presenze; PT = punti totali; AV = attacchi vincenti; MV = muri vincenti; BV = battute vincenti